# Островлянка (приток Березины)
Островля́нка (Барсучанка; устар. Берсучанка, Борсечанка; бел. Астраўля́нка, Астраўлянскі канал) — река в Докшицком районе Витебской области Беларуси. Левый приток верхнего течения Березины в бассейне Днепра.
Длина реки составляет 9 км.
Островлянка начинается западнее деревень Пасеки и Поварки. Течёт по территории Докшицкого сельсовета, в основном на северо-восток. Русло канализировано на всём протяжении. Впадает в Березину севернее деревни Наддатки.
Населённые пункты около реки: Поварки, Перелои, Барсуки, Волосовщина.